# Partida de Rubió
Rubió és una partida de terra del terme municipal de Reus, a la comarca catalana del Baix Camp.
Són les terres situades entre el bocí de camí dels Morts que va del Mas de Montagut al camí de la Pedra Estela, el camí de la Font del Carbonell i la carretera de Cambrils, i travessades pel barranc de Pedret i el camí de Rubió de nord-oest a sud-est. Antigament estava inclosa a la partida de Porpres i formava part del Territori de Tarragona, unes possessions de l'arquebisbe de Tarragona que comprenien diverses terres de Reus, Vila-seca, La Canonja, Masricard, La Boella i Mascalbó.
S'hi troben algunes masies importants, com el Mas del Llopis, el Mas de Montagut, el Mas de Plana, el Mas de Gasparó i el Mas de Messies.